# Aegiphila ternifolia
Aegiphila ternifolia là một loài thực vật có hoa trong họ Hoa môi. Loài này được (Kunth) Moldenke mô tả khoa học đầu tiên năm 1933.